# 沙氏麦考鳚
沙氏麥考鳚（學名：Mccoskerichthys sandae），為輻鰭魚綱鳚形目煙管鳚科麥考鳚屬的一種，它是該屬中唯一已知的物種，屬名是為了紀念發現並協助收集該模式標本的動物學家約翰·E·麥考斯克（John E. McCosker），而種名是為了紀念他當時的妻子桑德拉（Sandra），分布於中太平洋東部巴拿馬及哥斯大黎加海域，深度1至30公尺，體長可達8公分，棲息在陡峭的岩壁，以浮游動物為食，雌魚產附著性卵，由雄魚守護魚卵，生活習性不明。